# Sœur de La Chapelle
La Sœur de La Chapelle est une religieuse et dramaturge française de la seconde moitié du XVIIe siècle. Elle est l'auteur de la tragédie L'Illustre philosophe, consacrée au martyre de sainte Catherine d'Alexandrie.  

## Éléments biographiques
On ne connaît aucun détail sur elle, et son existence, soumise à des spéculations hypothétiques, n'est connue que par sa tragédie L'Illustre philosophe, ou l'histoire de Sainte-Catherine d'Alexandrie, publiée en 1663 chez Blaise Simonnot à Autun et précédée d'une dédicace signée "DE LA CHAPELLE REL. C". L'abréviation signifie très certainement « religieuse cloîtrée », ce qui nous permet de conclure qu'elle appartenait à l'une des trois communautés religieuses présentes dans la région d'Autun. Il se pourrait, selon le témoignage du vicaire général lors de sa visite en 1676, qu'elle se nomme Anne de la Capelle-Biron et qu'elle soit membre de l'abbaye bénédictine de Saint-Jean-le-Grand et lectrice « d'histoires profanes ».   

## Son théâtre
Dans l'état des recherches, elle semble être la seule religieuse du XVIIe siècle français à avoir publié une pièce de théâtre. La sœur a en effet utilisé le genre inattaquable de la tragédie sacrée, comme beaucoup d'autrices à leurs débuts, telles que Marthe Cosnard et ses Chastes Martyrs et Françoise Pascal et son Agatonphile Martyr, pour faire de Sainte-Catherine la championne de l'égalité intellectuelle entre les hommes et les femmes. La pièce met ainsi en scène le miracle de la sainte, qui n'a ici rien de miraculeux, car il repose sur la conversion rationnelle et cartésienne des docteurs romains, ici réduit pour plus d'efficacité dramaturgique au seul Lucius, chargés de la faire abjurer au monothéisme chrétien. De ce fait, l'exemple de la sainte sert dans cette pièce de plaidoyer pour une meilleure instruction des filles, toutes autant capables de débattre des autorités philosophiques que les hommes.